# RecordMyDesktop
recordMyDesktop是一款Linux上運行的自由开源的桌面截屏软件。用戶可以通過命令行和圖形界面使用該軟件。RecordMyDesktop还能通过ALSA、Open Sound System或JACK Audio Connection Kit录制声音。RecordMyDesktop錄製的視頻格式為Ogg，音频格式為Vorbis。